# National Fire Protection Association

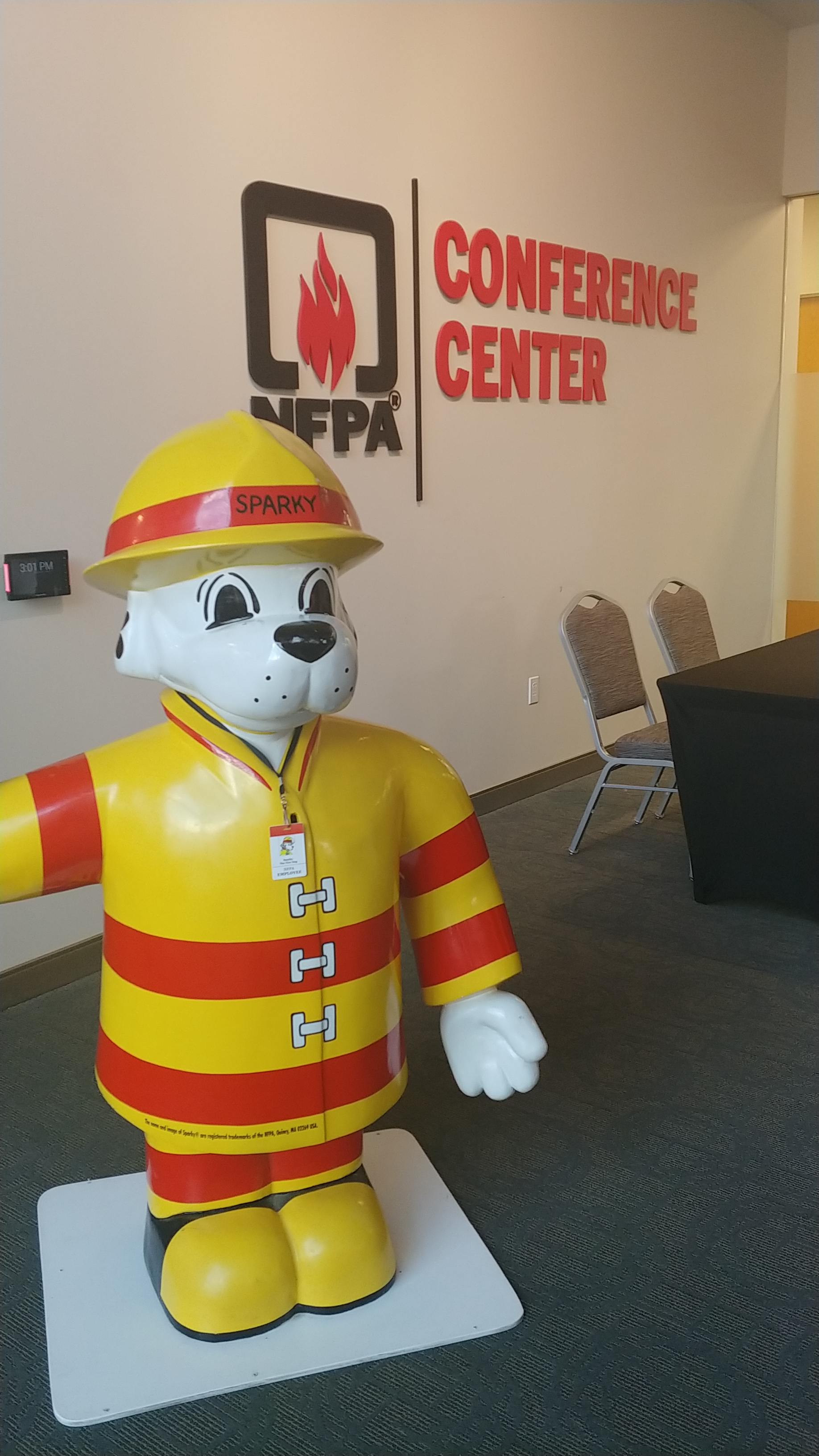
Sparky the Fire Dog, das Maskottchen der NFPA, im Hintergrund das Logo der NFPA

Die US-amerikanische National Fire Protection Association (NFPA) ist seit 1896 im Brandschutz aktiv. Der Hauptsitz dieser gemeinnützigen Gesellschaft mit ca. 79.000 Einzelmitgliedern in aller Welt sowie über 80 Mitgliedschaften von amerikanischen Handels- und sonstigen Organisationen befindet sich in Quincy, Massachusetts.
NFPA gibt ein umfangreiches Regelwerk zum Brandschutz (National Fire Codes) heraus, das vorwiegend in den USA zur Anwendung kommt.
Die NFPA entspricht etwa der Vereinigung zur Förderung des Deutschen Brandschutzes in Deutschland.
Die NFPA nennt sich selbst „The authority on fire, electrical, and building safety“.